# Elena Marinucci
Elena Marinucci (ur. 18 sierpnia 1928 w L’Aquili, zm. 31 marca 2023 w Rzymie) – włoska polityk, prawniczka i nauczycielka, senator, posłanka do Parlamentu Europejskiego IV kadencji.

## Życiorys
Z wykształcenia prawniczka, absolwentka Uniwersytetu Rzymskiego „La Sapienza”. Pracowała jako adwokat i wykładowczyni. Długoletnia członkini Włoskiej Partii Socjalistycznej, od 1981 zasiadała w jej ścisłych władzach krajowych, odpowiadając za sprawy kobiet. Brała aktywny udział w akcjach na rzecz ustawy dotyczącej rozwodów, a także na rzecz praw kobiet.
W latach 1983–1994 zasiadała w Senacie IX, X i XI kadencji. Od 1987 do 1992 pełniła funkcję podsekretarza stanu w resorcie zdrowia w czterech gabinetach. W latach 1994–1999 była eurodeputowaną IV kadencji. Po rozwiązaniu PSI działała w ugrupowaniu Włoscy Demokratyczni Socjaliści. Później wycofała się z aktywności politycznej.